# August Bödecker (Lehrer)

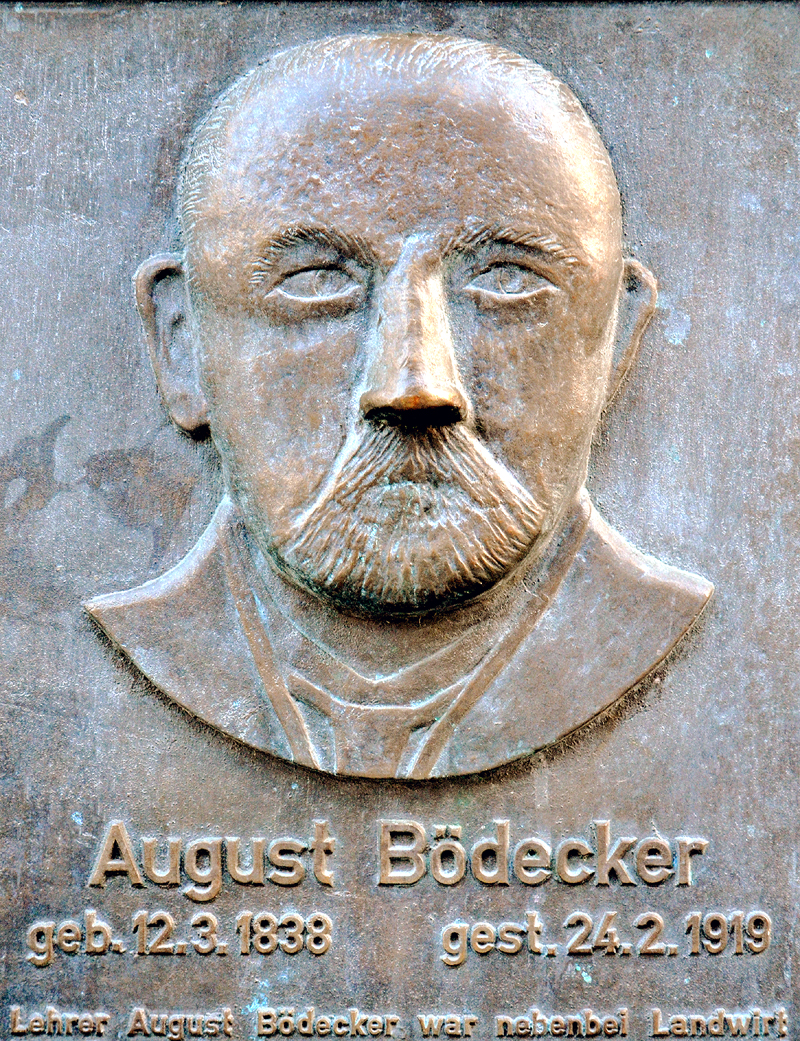
Porträt-Relief des Mitbegründers der Lehrter Geldinstitute vor Volksbank am August-Bödecker-Platz 1 in Lehrte

Carl August Bödecker (* 12. März 1838 in Lehrte; † 24. Februar 1919 ebenda) war ein deutscher Küster- und Lehrer-Adjunkt, Landwirt und Unternehmensgründer sowie Manager und Wirtschafts-Förderer. Der Namensgeber des August-Bödecker-Platzes in Lehrte gilt als maßgeblicher Initiator zur Gründung der Lehrter Geldinstitute und der Lehrter Zuckerfabrik.

## Leben
August Bödecker wurde zur Zeit des Königreichs Hannover im Jahr 1838 geboren, nur wenige Jahre, bevor mit dem Bau des – heute denkmalgeschützten – Bahnhofs Lehrte in der Zeit von 1842 bis 1845 die Industrialisierung des bis dahin lediglich 65 Hofstellen umfassenden Dorfes ihren Anfang nehmen konnte.
August war der Sohn des als Hauswirt in Lehrte Nr. 2 tätigen Johann Heinrich Bödecker (* 13. August 1793 in Aligse; † 20. Februar 1880 ebenda) und der früh verstorbenen Ilse Rosine, geborene Lampe (* 31. Januar 1796 in Lehrte; † 10. September 1842 ebenda). Schon vor der Geburt von August Bödecker hatte dessen Vater eine Bezug zur örtlichen Schule hergestellt, als Wilhelm Baxmann am 17. April 1833 eine Bürgschaftsurkunde über eine Schuld von Bödeckers Vater von 100 Thalern in Gold an den Lehrter Schullehrer Basemann ausstellte. Dies dokumentierte Jahrzehnte später ein Antrag des „Halbhöfners Louis Basemann Nr. 15 zu Lehrte“, ebenso wie die Verschwägerung der Lehrter Familien Bödecker und Baxmann durch die Heirat von Wilhelm Baxmann und dessen Ehefrau Marie Dorothek, geborene Bödecker, öffentlich bekanntgegeben vom Königlich Preußischen Amtsgericht Burgdorf am 18. November 1870.
Nach seinem eigenen Schulbesuch heiratete Carl August Bödecker am 29. Dezember 1868 in Lehrte seine Ehefrau Louise Dor. Caroline, geborene Bode (* 21. Oktober 1842 in Lehrte; † 20. Oktober 1912 ebenda), mit der er lediglich ein Kind hatte, den späteren Schriftsteller Heinrich Carl Ernst Bödecker (* 1869 in Lehrte; † 1959 ebenda). Im Geburtsjahr seines Sohnes fragte der seinerzeitige Küster- und Schullehrer-Adjunkt bei seinem Dienstherrn, dem Königlichen Konsistorium zu Hannover erfolgreich um seine Dienstentlassung nach.
Bödecker unterrichtete die Kinder von Lehrte als Lehrer an der dortigen Schule, betätigte sich nebenher aber auch als Landwirt. Nachdem er anfänglich Mitarbeiter und später Nachfolger des aus Ilten stammenden Apothekers und späteren Bergkommissars Burchard Retschy wurde er Geschäftsführer des Landwirtschaftlichen Verein für Lehrte und Umgegend und betreute seine Schüler dann auch in Geldangelegenheiten.
Aufbauend auf den Erfahrungen in der monetären Betreuung seiner Schüler wurde August Bödecker in der frühen Gründerzeit des Deutschen Kaiserreichs im Jahr 1873 einer der Mitbegründer der dann als Genossenschaft organisierten Lehrter Geldinstitute; sowohl der – damaligen – „Vorschuß- und Spar-Casse“ in Lehrte, aus der später die Genossenschaftsbank hervorging, als auch des „Central-Vorschuß- und Sparvereins“, aus der sich die „Lehrter Volksbank von 1873“ entwickeln sollte. Beide Geldhäuser schlossen sich schließlich, mehr als ein Jahrhundert nach ihrer Gründung, 1975 zur Volksbank eG zusammen.
Rund neun Jahre nach der Eröffnung der beiden Geldhäuser berief August Bödecker am 25. August 1883 eine Versammlung ein, um in der Schliephake’schen Gastwirtschaft die Lehrter Zuckerfabrik zu gründen. Nachdem die Versammelten die Gründung dieses für die Wirtschaft Lehrtes seinerzeit maßgeblichen Unternehmens beschlossen hatten, wählten sie August Bödecker in den Vorstand der Zuckerfabrik, die als industrieller Großbetrieb dann „Hand in Hand“ mit den damals in und um Lehrte Zuckerrüben anbauenden Bauern arbeitete.
Carl August Bödecker wurde am 26. Februar 1919 in seinem Heimatort Lehrte begraben.

## August-Bödecker-Platz
Zu Ehren des Lehrers August Bödecker, durch dessen Engagement die Gründung der Lehrter Geldinstitute und der Lehrter Zuckerfabrik wesentlich befördert wurde, beschloss der Vorstand der Volksbank Lehrte-Springe-Pattensen-Ronnenberg im Oktober 2006 die Benennung des Neubaus des Geldinstitutes vor Ort in „August-Bödecker-Platz 1“. Eine auf dem Platz installierte Informationstafel mit dem Relief-Porträt des so Geehrten informiert seitdem die Öffentlichkeit über diese Zusammenhänge.